# Ołeksandr Azacki
Ołeksandr Ołeksandrowycz Azacki (ukr. Олександр Олександрович Азацький, ur. 13 stycznia 1994 w Charkowie) – ukraiński piłkarz występujący na pozycji obrońcy w Polonii Bytom.

## Kariera klubowa
Wychowanek klubu Metalist Charków, barwy którego bronił w juniorskich mistrzostwach Ukrainy (DJuFL). Karierę piłkarską rozpoczął 22 lipca 2011 w młodzieżowej drużynie Metalista, a 10 maja 2012 rozegrał pierwszy mecz w podstawowym składzie klubu. W lipcu 2014 jako wolny agent dołączył do Dynama Kijów, ale występował tylko w Dynamo-2 Kijów. 28 stycznia 2016 przeniósł się do Czornomorca Odessa. 31 lipca 2017 został piłkarzem czeskiego Baníka Ostrawa. 4 lipca 2018 został wypożyczony do Torpedo Kutaisi.

## Kariera reprezentacyjna
Występował w reprezentacji Ukrainy U-19 (2012–2013) oraz U-21 (2014–2015).

## Sukcesy
Torpedo Kutaisi
- Puchar Gruzji: 2018
- Superpuchar Gruzji: 2018

Dinamo Batumi
- mistrzostwo Gruzji: 2021
- Superpuchar Gruzji: 2022